# Saint-Martial-d'Artenset
Saint-Martial-d'Artenset es una comuna francesa situada en el departamento de Dordoña, en la región de Nueva Aquitania.

## Demografía
| 840 | 750 | 716 | 743 | 839 | 847 | 942 |
| Para los censos de 1962 a 1999 la población legal corresponde a la población sin duplicidades (Fuente: INSEE [Consultar]) |     |     |     |     |     |     |